# Cẩm Ninh
Cẩm Ninh là một xã thuộc huyện Ân Thi, tỉnh Hưng Yên, Việt Nam.

## Địa lý
Xã Cẩm Ninh nằm ở phía tây huyện Ân Thi, có vị trí địa lý:
- Phía đông giáp xã Nguyễn Trãi
- Phía tây giáp xã Đặng Lễ
- Phía nam giáp huyện Kim Động và các xã Hồ Tùng Mậu, Đặng Lễ
- Phía bắc giáp thị trấn Ân Thi và các xã Đặng Lễ, Nguyễn Trãi.

Xã Cẩm Ninh có diện tích 4,88 km², dân số năm 2019 là 4.600 người, mật độ dân số đạt 942 người/km².

## Hành chính
Xã Cẩm Ninh được chia thành 7 thôn: La Chàng, Cẩm La, Ninh Thôn, Lã Xá, Bình Xá, Đông Bạn, Yên Xá.